# 5miinust

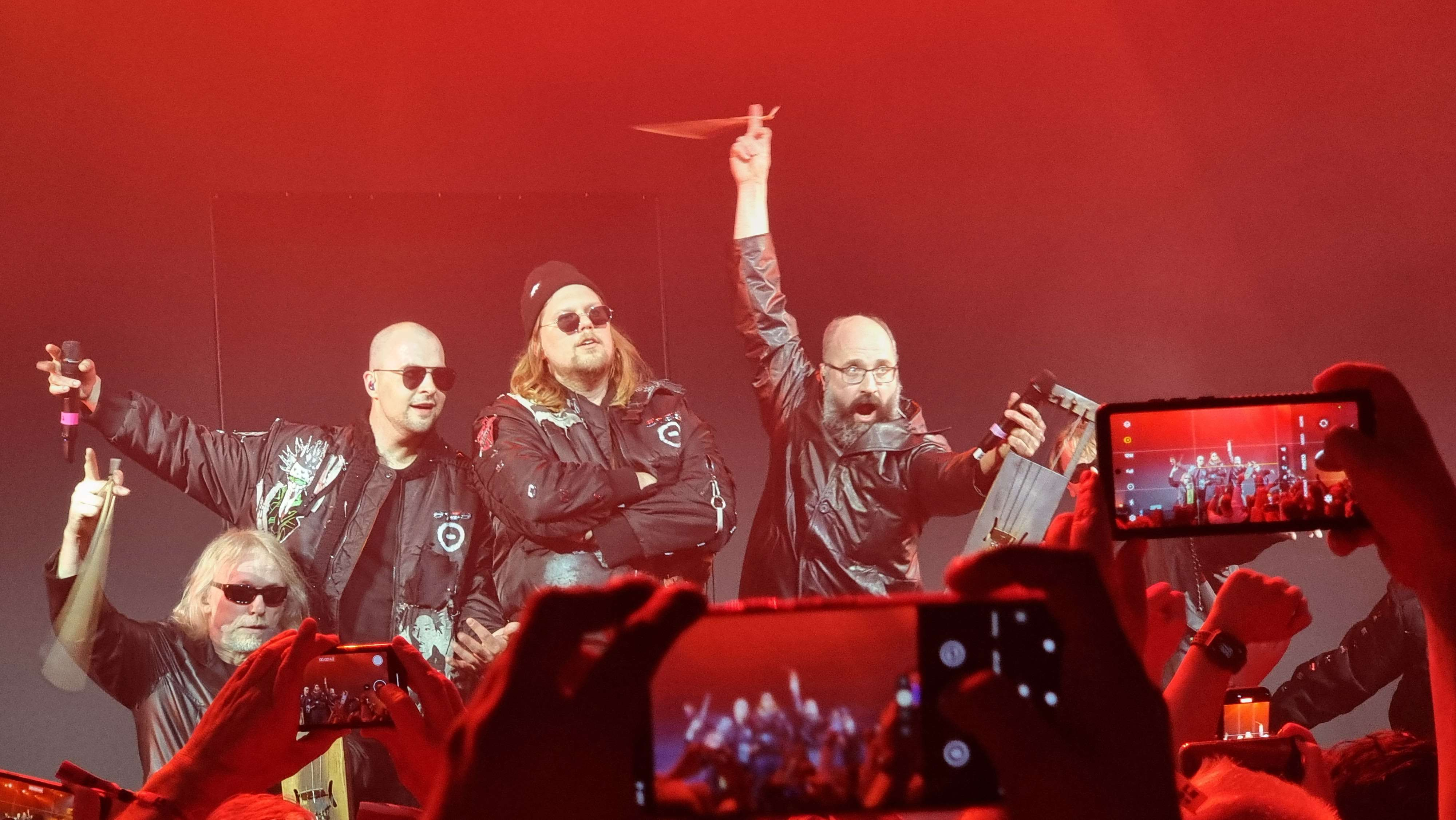
5miinust (2024)

5miinust ist eine estnische Hip-Hop-Band, die 2015 von Kristjan Jakobson (Estoni Kohver), Mihkel Tamm (Päevakoer), Karl Kivastik (Põhja-Korea) und Priit Tomson (Lancelot) im Dorf Võsu gegründet wurde. Sie hat gemeinsam mit Puuluup Estland beim Eurovision Song Contest 2024 in Malmö vertreten.

## Karriere und Wirken
Nach der Gründung stieß Pavel Bocharov (Venelane) als fünftes Mitglied zur Gruppe, im Sommer 2023 erklärte er aber seinen Ausstieg. Danach trat die Band wieder in ihrer Originalformation auf.
Die Band wurde 2020 und 2022 bei den Estnischen Musikpreisen als beste Künstler des Jahres ausgezeichnet.
Am 17. Februar 2024 gewannen sie zusammen mit Puuluup Eesti Laul 2024 und vertraten daraufhin gemeinsam Estland mit dem Lied (Nendest) narkootikumidest ei tea me (küll) midagi beim Eurovision Song Contest 2024 in Schweden. Im Finale am 11. Mai 2024 belegten sie den 20. Platz.

## Diskografie (Auswahl)
Alben
- 2016: Aasta plaat
- 2017: Rämmar

Kollaboalben
- 2024: Kannatused ehk külakiigel pole stopperit (mit Puuluup)

EPs
- 2018: Niid for spiid
- 2021: Kõik on süüdi

Singles
- 2017: Erootika pood
- 2018: Võlg (featuring Tigran & 372)
- 2018: Jõul (featuring Sass Henno)
- 2018: Aitäh (featuring Sass Henno)
- 2019: Tsirkus (mit Nublu und Pluuto)
- 2019: Lendan (featuring Orelipoiss)
- 2019: Tasuta
- 2019: Aluspükse (mit Nublu)
- 2019: Paaristõuked (mit Villemdrillem)
- 2020: Peo lõpp
- 2020: Loodus ja hobused (feat. Hendrik Sal-Saller)
- 2021: Gloria
- 2021: Buffalo
- 2021: Koptereid
- 2022: Vamos
- 2023: Kõrvetab (mit Nublu & Nexus)
- 2023: Kallab (mit Nublu & Elina Born)
- 2023: (Nendest) narkootikumidest ei tea me (küll) midagi (mit Puuluup)
- 2024: Isegi kakelda pole kellegagi (mit Puuluup)
- 2025: Pilates Spiritual Clüb (mit Florian Wahl feat. Jozels)
- 2025: Vanad noormehed

## Belege
1. ↑  VARASEMAD VÕITJAD 2020. In: muusikaauhinnad.eu. 5. November 2023, abgerufen am 22. Februar 2024 (estnisch).
2. ↑  VARASEMAD VÕITJAD 2022. In: muusikaauhinnad.eu. 5. November 2023, abgerufen am 22. Februar 2024 (estnisch).
3. ↑  Estonia: 5miinust and Puuluup win Eesti Laul 2024. In: eurovisionworld.com. 17. Februar 2023, abgerufen am 22. Februar 2024 (englisch).
4. ↑  Grand Final of Malmö 2024. In: eurovision.tv. Abgerufen am 12. Mai 2024.